# Eumac de Corint
Eumac de Corint  (Eumachus, Εὔμαχος) fou un general corinti nascut a la ciutat de Corint, fill de Crisis; fou un dels generals enviats per Corint a Astacos el 431 aC, per restaurar al tirà Evarc que havia estat expulsat pels atenencs. Va aconseguir el seu objectiu però per poc temps.